# Ricinodendron
Genre
Classification phylogénétique
Ricinodendron est un genre de plantes à fleurs de la famille des Euphorbiaceae décrit en 1864 par Müll.Arg.,. À l'heure actuelle, il ne comprend qu'une seule espèce (Ricinodendron heudelotii), qui est un arbre originaire d'Afrique tropicale, dont la distribution géographique va du Sénégal et du Liberia au Soudan, en Tanzanie, au sud au Mozambique et en Angola. Schinziophyton rautanenii (en), appelé Mongongo, avait initialement été considéré comme une espèce de ce genre, mais a été plus tard décrit dans le genre Schinziophyton plus approprié.

## Liste d'espèces et sous-espèces
Selon World Checklist of Selected Plant Families (WCSP) (19 septembre 2016) :
- Ricinodendron heudelotii (Baill.) Heckel (1898)
  - sous-espèce Ricinodendron heudelotii subsp. africanum (Müll.Arg.) J.Léonard (1961) - présent en Afrique tropicale depuis le Nigeria jusqu'au Soudan et en Tanzanie et au sud au Mozambique et en Angola
  - sous-espèce Ricinodendron heudelotii subsp. heudelotii - présent en Afrique de l'Ouest, du Sénégal au Bénin
    - variété Ricinodendron heudelotii var. tomentellum (Hutch. & E.A.Bruce) Radcl.-Sm. (1972) - présent au Kenya et en Tanzanie

Selon Tropicos (19 septembre 2016) (Attention liste brute contenant possiblement des synonymes) :
- Ricinodendron africanum Müll. Arg.
- Ricinodendron gracilius Mildbr.
- Ricinodendron heudelotii (Baill.) Heckel
- Ricinodendron lobatus L.
- Ricinodendron rautanenii Schinz
- Ricinodendron schliebenii Mildbr.
- Ricinodendron staudtii Pax
- Ricinodendron tomentellum Hutch. & E.A. Bruce
- Ricinodendron viticoides Mildbr.